# 益田普提鱼
益田普提鱼（学名：Bodianus masudai），又名益田氏狐鯛、三齒仔、紅娘仔、日本婆仔、益田氏寒鯛，为輻鰭魚綱鱸形目隆頭魚亞目隆头鱼科普提鱼属的鱼类。分布于西北太平洋區的琉球群島及臺灣海域，棲息深度30-113公尺，體長可達12公分，棲息在礁石區，生活習性不明。该物种的模式产地在日本。